# Bjørkåsens svavelkisgruvor

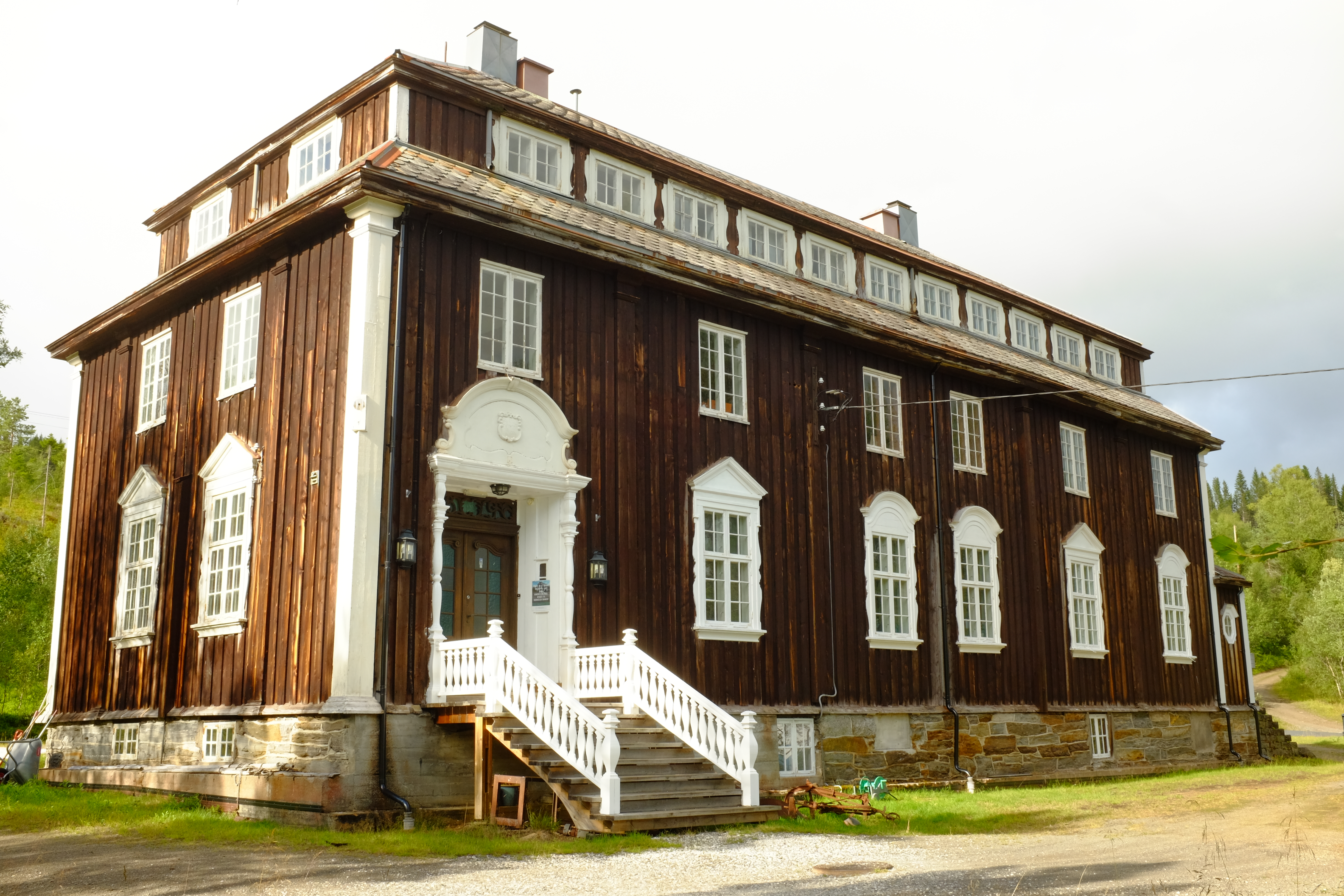
Administrationsbyggnaden för Bjørkåsens gruvor.

Bjørkåsens svavelkisgruvor är ett gruvkomplex i Bjørkåsen i Narviks kommun i Nordland fylke i norra Norge. Gruvorna är belägna söder om Europaväg 6 och Ofotfjorden, cirka tre kilometer från hamnen i tätorten Ballangen.
Svavelkisen finns här i gångar av natrongranit som löper genom gabbroitiska bergarter. Gruvan började bearbetas 1915, men verksamheten lades ned 1964.